# Бачево
Бачево (болг. Бачево) — село в Благоевградской области Болгарии. Входит в состав общины Разлог. Находится примерно в 4 км к северу от центра города Разлог и примерно в 31 км к востоку от центра города Благоевград. По данным переписи населения 2011 года, в селе  проживало 1617 человек.

## Население
| Год     | 1934 | 1946 | 1956 | 1965 | 1975 | 1985 | 1992 | 2001 | 2011 |
| ------- | ---- | ---- | ---- | ---- | ---- | ---- | ---- | ---- | ---- |
| Жителей | 1390 | 1716 | 1794 | 1782 | 1922 | 2000 | 1943 | 1731 | 1617 |

| Национальность  | Человек | Процент |
| --------------- | ------- | ------- |
| болгары         | 1497    | 99,27%  |
| не определились | 8       | 0,53%   |
| Всего ответов   | 1508    |         |

|  |